# Ivan Šček
Ivan Šček, slovenski skladatelj, dirigent in glasbeni pedagog, * 5. avgust 1925, Vipava, Slovenija, † 20. oktober 1972, Koper, Slovenija.

## Življenje
Šček se je rodil 5. avgusta 1925 v Vipavi kot četrti in edini sin izmed desetih otrok očeta Ivana Ščeka in matere Jožefe, rojene Bukovič. Osnovno šolo je obiskoval v rojstnem kraju, po končani osnovni šoli in triletni kmetijski šoli je delal v očetovi delavnici, kjer se je izučil za kovača, saj naj bi kot edini moški potomec nadaljeval družinsko mojstrsko obrt. Od februarja 1942 do septembra 1943 je bil v italijanskih delavskih bataljonih v raznih krajih Italije, potem pa se je pridružil drugemu bataljonu Gradnikove brigade, kjer je ostal do januarja 1945, ko je zbolel za pljučno tuberkulozo, ki mu je za vedno skrhala zdravje. Zaradi zdravljenja v goriški bolnišnici je šolanje na nižji gimnaziji v Vipavi nadaljeval šele leta 1947, ob tem je obiskoval nižjo glasbeno šolo v Šempetru pri Gorici in kasneje vpisal ter leta 1954 zaključil šolanje na srednji glasbeni šoli in gimnaziji v Ljubljani. 
Jeseni istega leta se je zaposlil na glasbeni šoli v Kopru, kjer je poučeval teorijo glasbe, harmonijo, klavir, kontrabas in kitaro. Tri leta kasneje se je vpisal na Akademijo za glasbo v Ljubljani in leta 1962 diplomiral na oddelku za kompozicijo, za kar je dobil študentsko Prešernovo nagrado. Dve leti kasneje je zaključil podiplomski študij pri profesorju Lucijanu Mariji Škerjancu. Po vrnitvi v Koper je poučeval glasbo in petje v Kopru, Izoli, Piranu in Sežani. Zaradi daru pripovedovanja in človeškega pristopa je bil med mladimi in kolegi nadvse priljubljen pedagog. Hkrati je tudi veliko skladal. Umrl je za srčnim infarktom leta 1972 v Kopru, pokopan je v družinskem grobu Ščekovih v Vipavi, ki je zadnje kiparsko delo akademika Toneta Kralja. Za glasbo je navdušil tudi svoja otroka: sin Matjaž Šček je zborovodja in dirigent, hči Alenka Šček Lorenz pa pianistka.

## Delo
Njegova zmerno moderna, novoromantična in na narodne motive navezana glasba obsega okoli 150 zborovskih skladb, med njimi je 42 cerkvenih, ki jih je podpisoval s psevdonimom Štefan Kovač (Štefan po vipavskem farnem zavetniku, priimek pa po očetovem poklicu). Ščekov skladateljski opus vsebuje tudi orkestralna, komorna, instrumentalna in vokalna dela ter številne priredbe, ki so nastajale v prelomnem času drugega vatikanskega koncila. Kot zborovodja koprskega stolnega zbora, ki še danes nosi njegovo ime (Zbor koprske stolnice »Štefan Kovač«), je napisal in priredil priredil precej del. Po splošnem mnenju so po izrazni in kompozicijski moči najlepše njegove postkoncilske slovenske maše in otroške ter mladinske skladbe.